# Gravitas
La gravitas (in particolare: dignità, serietà e dovere) è una delle più antiche virtù romane che la società prevedeva in possesso degli uomini, insieme con Severitas, Veritas e Virtus
Il termine gravitas non deve essere confuso con "gravità" inteso come importanza, anche se i due termini hanno una comune etimologia: entrambi derivano infatti dal termine latino "gravis" indicante pesantezza.